# Schwob Peak
Der Schwob Peak ist ein 2715 m hoher Berg im westantarktischen Marie-Byrd-Land. In den McCuddin Mountains ragt er 2,5 km südlich des Mount Petras auf.
Der United States Geological Survey kartierte ihn anhand eigener Vermessungen und Luftaufnahmen der United States Navy aus den Jahren von 1959 bis 1965. Das Advisory Committee on Antarctic Names benannte ihn im Jahr 1974 nach William S. Schwob (1927–2017) von der United States Coast Guard, Kapitän des Eisbrechers USCGC Southwind bei der Operation Deep Freeze 1972.